# UH-1N (航空機)
UH-1N ツインヒューイ
アメリカ海兵隊のUH-1N
- 用途：汎用ヘリコプター
- 製造者：ベル・エアクラフト
- 運用者：
  -  アメリカ合衆国（海兵隊、海軍、空軍）
  -  カナダ（カナダ軍） 他
- 初飛行：1969年4月
- 運用開始：1970年10月
- 運用状況：現役
- 原型機：ベル 212

UH-1N ツインヒューイ（英語: UH-1N Twin Huey）は、ベル 212のアメリカ軍仕様にあたる汎用ヘリコプターである。米ベル製の本機は、1名のパイロットと14名の乗客分を合わせた15席配置があり、乗客に代わって貨物を搭載する場合では 6.23m3（220立方フィート）の収容能力がある。機外吊下げ（スリング）だけでは 2,268kg（5,000ポンド）が輸送できる。CUH-1N ツインヒューイが原型で、CH-135 ツインヒューイとしてカナダ軍から最初に発注された。

## 発展

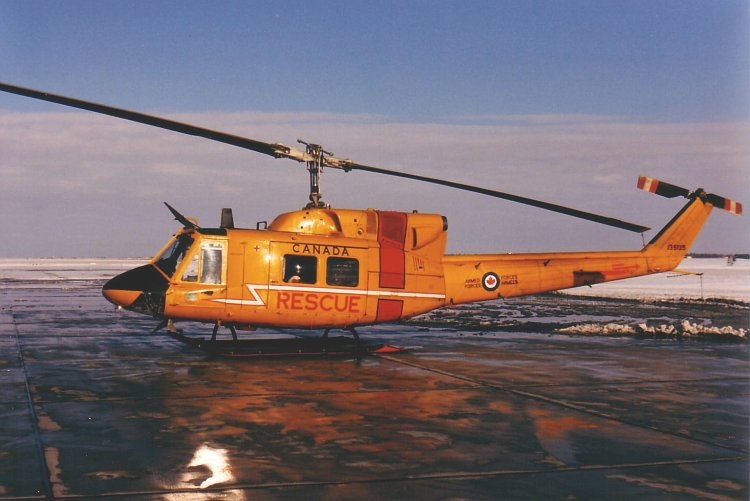
CH-135 ツインヒューイ

ベル 205の胴体を引き延ばし、エンジンをツインパック方式に強化したベル 212は、元々はカナダ軍向けに開発され、CUH-1N ツインヒューイの名前が与えられていた。後にカナダ軍は、新しい命名体系を採用したため、本機はCH-135 ツインヒューイという新たな名前が与えられた。カナダ軍は1968年5月1日に開発を承認した。50機を購入し、1971年5月に引き渡しが始まった。
アメリカ陸軍も自軍向けにツインヒューイの購入を計画していたが、下院の軍事委員会議長、L・メンデル・リバーズによって反対されたため、取得が危ぶまれる事態となった。リバーズは、ツインヒューイのエンジンがカナダ製のプラット・アンド・ホイットニー・カナダ PT6Tであることから否定的な立場をとった。カナダ政府は、アメリカ軍の兵役逃れを受け入れていた様にアメリカのベトナム戦争への関与を支持しておらず、東南アジアに対するアメリカ政府の方針に反対していた。また、リバーズは、エンジンの取得がカナダとの貿易赤字になることも問題視した。議会は、PT6Tの代替にT400エンジンの獲得を確定した場合のみツインヒューイの購入を許可した。その結果、294機のベル 212が発注され、1970年に引き渡しが始まった。
アメリカ軍は、カナダ軍と異なりUH-1の公式名称であるイロコイス（Iroquois）をUH-1Nでも採用したが、アメリカ軍の将兵達は、UN-1Nをヒューイ（Huey）または、ツインヒューイ（Twin Huey）と呼んだ。
ベル 412は、ベル 212から更に発展したヘリコプターである。大きな相違は、メインローターのブレードを複合材製の4翅にしたことである。

## 駆動・回転翼系統

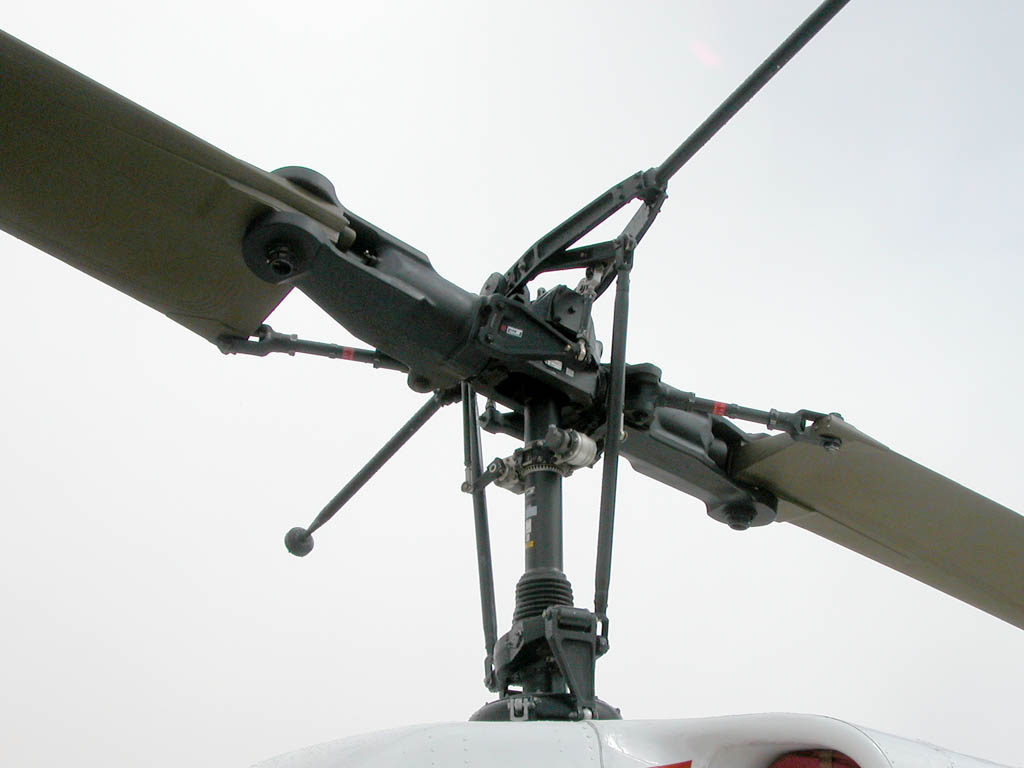
HH-1Nのローターヘッド

2基のプラット・アンド・ホイットニー・カナダ PT6 ターボシャフトエンジンの2本のタービン出力は、PT6T-3/T400 ターボツインパックによって1本のローターシャフトへまとめて出力され、UH-1Nのメインローターを駆動する。それらは最高1,342kW（1,800shp）を生み出す。たとえ片方のエンジンが停止しても、残されたエンジンが30分間なら671kW（900shp）の力を、最大荷重下での巡航継続が求められる状況なら571kW（765shp）の力を発揮できる。
アメリカ海兵隊（USMC）は保有する多数のUH-1Nに対して、飛行中の安定性を保つためにローターヘッドにサーボ入力を与える安定制御増大システム（Stability Control Augmentation System）を加える改修を施した。この近代化改修では、コンピュータ・システムが安定性を保つことで、メインローターヘッド頂部でジャイロとして働いていたスタビライザーバー（Stabilization Bar）を取り外すことになった。

## 運用史

### 運用国
- カナダ
- コロンビア - 2024年時点で、コロンビア陸軍が14機のUH-1Nを保有[5]。
- アメリカ合衆国

### 戦歴
アメリカ海兵隊のUH-1Nは2003年のイラク侵攻の間、海兵隊によって運用された。UH-1Nは、地上の海兵隊部隊のために偵察と通信サポートを行なった。それらはナーシリーヤでの激しい戦いでは、近接航空支援（CAS）も求められた。

### 記録的なスカイダイビング
1972年3月6日にアメリカ海軍第6南極開発隊（VXE-6）のハインドリック V. ゴリック（Hendrick V. Gorick）は、UH-1Nで20,500フィート（6,248m）の高度からジャンプした。これは南極大陸におけるパラシュートのスカイダイビングの記録を作った。

### 展示機
- エア・モビリティ・コマンド・ミュージアム、ドーバーAFB、DE
- カナダ航空博物館、オタワ、オンタリオ[7]

## 派生型

### アメリカ
UH-1N イロコイ
最初に生産されたモデル。アメリカ空軍、アメリカ海軍、アメリカ海兵隊が運用。長年にわたって運用するアメリカ海兵隊は、アビオニクスの改善、防御装置、FLIRなど、いくつかのアップグレード機を開発した。
VH-1N
要人輸送モデル。
HH-1N
捜索救難モデル。
UH-1Y ヴェノム
基本的にアメリカ海兵隊には、大型で過重のUH-1Nを交替およびアップグレードするため、AH-1W スーパーコブラからAH-1Z ヴァイパーへのアップグレードと共通コンポーネントを使用する類似した設計がなされた。

### カナダ

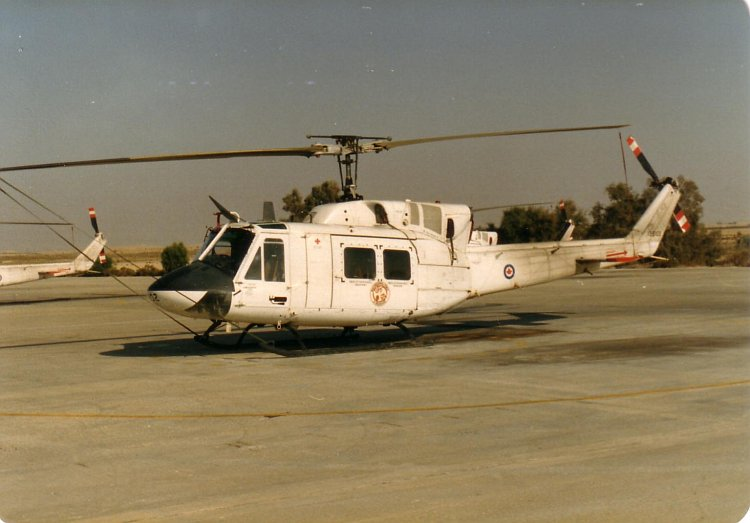
1989年にエジプトの多国籍監視軍へ参加したカナダのCH-135 ツインヒューイ

CH-135 ツインヒューイ
カナダは、50機のCH-135を1971年に始まった引渡しで受領した。1996年にカナダ軍から退役が始まり、1999年12月には定数を削減された。そのうちの41機は1999年12月に米国政府が獲得し、コロンビア軍とコロンビア警察へ引き渡された。
CUH-1N ツインヒューイ
当初のUH-1N汎用輸送ヘリコプターのためのカナダ軍指定名。

## 仕様 (USMC 改修型 UH-1N)

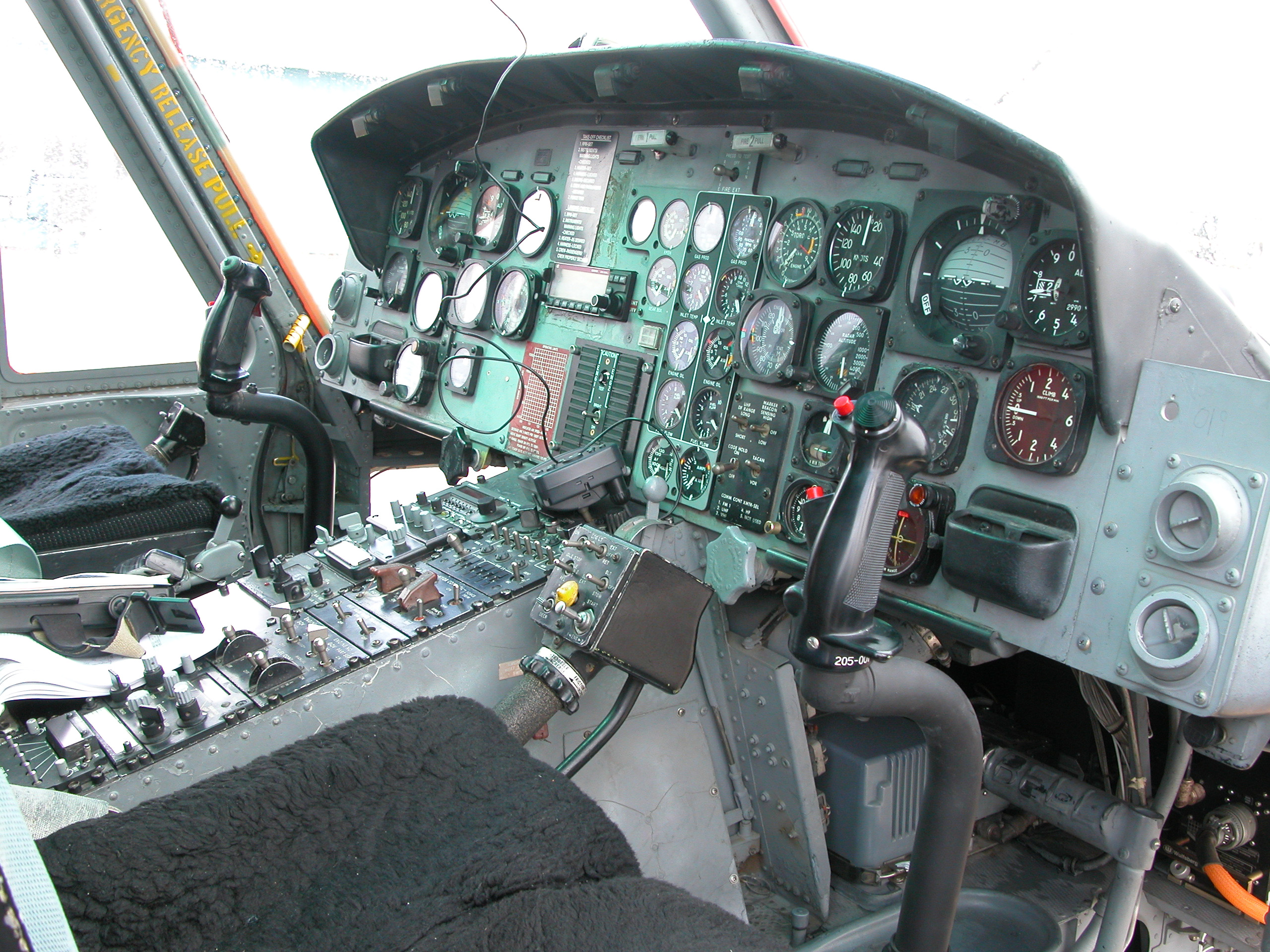
アメリカ海軍HH-1Nのコックピット

出典：USMC UH-1N Fact Sheet, The International Directiory of Military Aircraft, 2002-2003
諸元
- 乗員：4名（操縦士、副操縦士、チーフ、射手）
- 定員：武装兵士6-8名または同等の貨物
- 全長：12.69m（41ft 8in）
- ローター直径：14.6m（48ft 0in）
- 全高：4.4m（14ft 5in）
- ローター回転面積：168.0m2（1,808ft2）
- 空虚重量：2,721.5kg（6,000lb）
- 運用時重量：4,762.7kg（10,500lb）
- 実用搭載量：2,038.0kg（4,500lb）
- 最大離陸重量：4,762.7kg（10,500lb）
- 動力：プラット・アンド・ホイットニー・カナダ T400-CP-400 ターボシャフト, 各900shp（671kW）, 計1,250shp×2

性能
- 最大速度：220km/h=M0.18（135mph, 120ノット）
- 巡航速度：207.3km/h=M0.17（126mph, 110ノット）
- 航続距離：460km（286mi）
- 実用上昇限度：5,273m（17,300ft）
- 上昇率：8.9m/s（1,755ft/min）

武装
- 2.75インチ ロケット弾ポット
- GAU-16 12.7mm重機関銃
- GAU-17 7.62mm ミニガン または M240 7.62mm機関銃